# Dapsići
Dapsići este un sat din comuna Berane, Muntenegru. Conform datelor de la recensământul din 2003, localitatea are 728 de locuitori (la recensământul din 1991 erau 728 de locuitori).

## Demografie
În satul Dapsići locuiesc 523 de persoane adulte, iar vârsta medie a populației este de 36,3 de ani (35,1 la bărbați și 37,5 la femei). În localitate sunt 202 gospodării, iar numărul mediu de membri în gospodărie este de 3,60.
Această localitate este populată majoritar de sârbi (conform recensământului din 2003).
|  |

| Demografie | Demografie | Demografie |
| An         | Locuitori  | Locuitori  |
| ---------- | ---------- | ---------- |
|            |            |            |
|            |            |            |
|            |            |            |
|            |            |            |
| 1948       | 734        |            |
| 1953       | 810        |            |
| 1961       | 736        |            |
| 1971       | 768        |            |
| 1981       | 734        |            |
| 1991       | 728        | 717        |
| 2003       | 779        | 728        |

| \| Componența etnică conform recensământului din 2003[2] \| Componența etnică conform recensământului din 2003[2] \| Componența etnică conform recensământului din 2003[2] \| Componența etnică conform recensământului din 2003[2] \| Componența etnică conform recensământului din 2003[2] \| \| ----------------------------------------------------- \| ----------------------------------------------------- \| ----------------------------------------------------- \| ----------------------------------------------------- \| ----------------------------------------------------- \| \| \| \| \| \| \| \| Sârbi \| Sârbi \| \| 591 \| 81,18% \| \| Muntenegreni \| Muntenegreni \| \| 133 \| 18,26% \| \| necunoscută \| necunoscută \| \| 1 \| 0,13% \| |              |  |     |        |
| Componența etnică conform recensământului din 2003 |              |  |     |        |
| |              |  |     |        |
| Sârbi | Sârbi        |  | 591 | 81,18% |
| Muntenegreni | Muntenegreni |  | 133 | 18,26% |
| necunoscută | necunoscută  |  | 1   | 0,13%  |